# Dino Bruni
Pour les articles homonymes, voir Bruni.
Dino Bruni, né le 13 avril 1932 à Portomaggiore, en Émilie-Romagne, est un coureur cycliste italien.

## Biographie
Il remporte la médaille d'argent de la route par équipes aux Jeux olympiques de 1952 avec Vincenzo Zucconelli et Gianni Ghidini. Il représente quatre ans plus tard une nouvelle fois l'équipe d'Italie aux Jeux olympiques de 1956 à Melbourne en Australie.
Après sa carrière amateur, il devient professionnel de 1956 à 1964. Il remporte notamment trois étapes sur le Tour de France (en trois participations) et deux étapes sur le Tour d'Italie.

## Palmarès

### Palmarès amateur
- 1952
  -  Médaille d'argent de la course par équipes aux Jeux olympiques
  - 5e de la course en ligne des Jeux olympiques
- 1953
  - Coppa Gennari Francesco
  - 3e d'Ancône-Pescara
- 1955
  - Milan-Rapallo
  -  Médaille de bronze du championnats du monde sur route amateurs
- 1956
  - 1re et 3e étapes de la Course de la Paix
  - 3e du Gran Premio della Liberazione

### Palmarès professionnel
| - 1957 - 2e du Trophée Cougnet - 3e du Trophée Matteotti - 9e du Tour de Lombardie - 10e de Milan-San Remo - 1958 - 8e, 9e et 11e étapes du Tour du Sud-Ouest de l'Espagne - 10e de Milan-San Remo - 1959 - 4e et 16e étapes du Tour de France - Trois vallées varésines - Trofeo Fenaroli - 2e du Grand Prix Ceramisti - 7e du Tour de Lombardie - 1960 - 5e étape du Tour de Champagne - 1re et 17e étapes du Tour d'Italie | - 1961 - Tour de la province de Reggio de Calabre - Coppa Sabatini - 2e du Grand Prix Cemab - 2e de Milan-Vignola - 3e du Trofeo Fenaroli - 4e de Milan-San Remo - 1962 - 1re étape du Tour de Suisse - 21e étape du Tour de France - 3e de Milan-Turin - 1963 - Coppa Sabatini - 3e du Grand Prix Cemab - 3e du Grand Prix de l'industrie et du commerce de Prato |  |

## Résultats sur les grands tours

### Tour de France
3 participations
- 1959 : 64e, vainqueur des 4e et 16e étapes
- 1960 : 72e
- 1962 : 91e, vainqueur de la 21e étape

### Tour d'Italie
6 participations
- 1957 : abandon
- 1960 : 91e, vainqueur des 1re et 17e étapes,  maillot rose pendant un jour
- 1961 : 65e
- 1962 : abandon (14e étape)
- 1963 : 82e
- 1964 : 97e

### Tour d'Espagne
1 participation 
- 1959 : hors délais (9e étape)